# أولغا أبراموفا
أولغا أبراموفا (بالروسية: Ольга Валерьевна Абрамова)‏ (بالأوكرانية: Абрамова Ольга Валеріївна)‏ هي متسابقة بياثل روسية وأوكرانية، ولدت في 15 سبتمبر 1988 في باريش في روسيا.

## وصلات خارجية
- أولغا أبراموفا على موقع IBU (الإنجليزية)